# Camponotus traegaordhi
Camponotus traegaordhi é uma espécie de inseto do gênero Camponotus, pertencente à família Formicidae.